# Нове Життя (Николаевская область)
Нове Життя (укр. Нове Життя) — село в Баштанском районе Николаевской области Украины.
Основано в 1867 году. Население по переписи 2001 года составляло 68 человек. Почтовый индекс — 56180. Телефонный код — 5158. Занимает площадь 0,19 км².

## Местный совет
56174, Николаевская обл., Баштанский р-н, с. Марьевка, ул. Школьная, 27б